# Мері Невілл
Мері Невілл  (англ. Mary Nevill, 12 березня 1961) — британська хокеїстка на траві, олімпійська медалістка.

## Виступи на Олімпіадах
| Олімпіада      | Дисципліна     | Місце |
| -------------- | -------------- | ----- |
| Сеул 1988      | хокей на траві | 4     |
| Барселона 1992 | хокей на траві | 3     |

## Зовнішні посилання
- Досьє на sport.references.com

1. ↑  Sports-Reference.com